# Yuanfuliíta
La yuanfuliíta es un mineral de la clase de los minerales boratos, y dentro de esta pertenece al llamado “grupo de la warwickita”. Fue descubierta en una mina de boro en la prefectura de Dandong (China), siendo nombrada así en 1994 en honor de Yuan Fuli, geólogo chino. Un sinónimo es su clave IMA1994-001.

## Características químicas
Es un borato anhidro de magnesio, hierro y aluminio, que cristaiza en el sistema cristalino ortorrómbico. Además de los elementos de su fórmula, suele llevar como impurezas reemplazando al Fe3+: Fe2+, titanio y magnesio.

## Formación y yacimientos
Se ha encontrado de mármol magnésico metamorfizado dentro de un yacimiento de minerales del boro (China), diseminado entre los granos de cristales de suanita y el mármol; también se ha encontrado en el noroeste de Groenlandia. 
Suele encontrarse asociado a otros minerales como: suanita, anhidrita, apatita, sinhalita, forsterita, calcita, espinela, flogopita, magnetita o turmalina.